# Rolandseck (Schiff, 1912)
Die 1912 in Dienst gestellte zweite Rolandseck der Deutschen Dampfschiffahrtsgesellschaft „Hansa“ (DDG „Hansa“) war deren erstes Motorschiff und das erste deutsche Seeschiff mit Motorantrieb auf eine Schraube.
Die Rolandseck verblieb bei Kriegsbeginn 1914 im Hafen von Lissabon. Am 24. Februar 1916 wurde sie, wie alle deutschen Schiffe in Portugal, beschlagnahmt. Als Mira wurde sie wieder in Fahrt gebracht, aber schon am 26. November 1916 sank das Schiff nach einer Kollision vor der spanischen Westküste.

## Geschichte des Schiffes
Benannt nach dem Fremdenverkehrsort Rolandseck bei Remagen, nahm die zweite Rolandseck der DDG „Hansa“ den Namen des kleinsten Seeschiffes der Reederei wieder auf.
Die erste Rolandseck von nur 736 BRT / 850 tdw hatte die Reederei 1882 von der Werft J. W. Klawitter in Danzig für die Ostseefahrt erhalten. Der kleine Dampfer hatte sich vom Oktober 1882 bis zum März 1904 im Dienst der Reederei befunden und war dann an die Bremer Reederei Wischhusen & Kimme verkauft worden, die ihn als Ravensberg weiter einsetzte.

Der Neubau war für den Spanien/Portugal-Dienst vorgesehen, für den die Reederei bei der Bestellung über die beiden kleinen Dampfer der Soneck-Klasse (1902, 1121 BRT/1643 tdw) verfügte.
Der bei der Werft Joh. C. Tecklenborg unter der Baunummer 250 in Auftrag gegebene Neubau entsprach in seiner äußeren Erscheinung den kleinen Küstendampfern der Zeit. Die neue Rolandseck wurde 88,5 m lang und 12,24 m breit. Sie hatte zwei Masten mit dem Ladegeschirr von einem 20-t-Ladebaum am vorderen Mast und acht 5-t-Ladebäumen an den Masten und zwei Ladepfosten neben dem Schornstein. Dieser stand hinter dem Brückenaufbau getrennt durch die kleinere dritte Ladeluke an der Vorderkante des Bootsdeckaufbaus, in dem sich auch die Kabinen für etwaige Fahrgäste befanden. Trotz des großen Schornsteins befand sich darunter keine Dampfmaschine mit ihren Kesseln, sondern ein Dieselmotor.

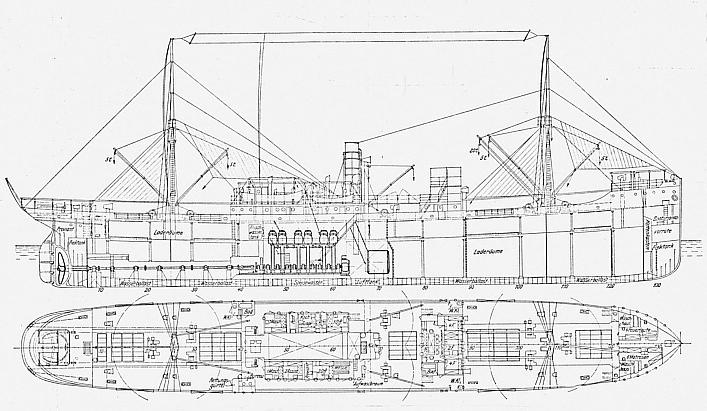
Riss der Rolandseck

Die DDG „Hansa“ beschloss den Bau eines Motorschiffes, um dessen Betriebsergebnisse mit denen ihrer Dampfer zu vergleichen. Im Geschäftsbericht vom 29. März 1912 hieß es dazu:
„Einer dieser Neubauten wird mit einem Dieselmotor ausgerüstet. Dieses Schiff hat eine Größe von 2500 tons Tragfähigkeit und der Motor soll 1500 P.S. entwickeln. Das Schiff soll in die Portugal-Fahrt eingestellt werden, und auf Grund der gesammelten Erfahrungen werden wir uns später entschließen können, ob der Diesel-Motor als Ersatz für unsere größeren Dampfer in Frage kommen wird.“ Der Neubau lief am 3. August 1912 bei Joh. C. Tecklenborg vom Stapel. Bei der Probefahrt am 16. November 1912 war Rudolf Diesel persönlich anwesend.
Der Frachter Rolandseck der DDG „Hansa“ wurde als zweites in Deutschland gebautes See-Motorschiff am 16. November 1912 in Dienst gestellt, nach der Monte Penedo der Hamburg Süd. Sie war das erste größere Seeschiff mit einem in Deutschland gebauten Dieselmotor. Der Motor wurde auch von der Bauwerft Tecklenborg nach Plänen von Rudolf Diesel gebaut unter Betreuung der belgischen Tochterfirma Diesels. Es war ein sechszylindriger, einfach wirkender Zweitaktmotor mit 1500 PS Leistung bei 120 Umdrehungen i. d. Min. Die Zylinder mit 510 mm Durchmesser und 920 mm Hub waren in drei Gruppen zu je zwei Zylindern angeordnet.
Rolandseck machte ihre erste Fahrt nach England, ehe sie – wie geplant – in den Portugal/Spanien-Dienst der Reederei kam. Ihre ersten Fahrten und Erfahrungen fanden in dem Bericht des Konstruktions-Ingenieurs C. Kielhorn im „Polytechnischen Journal“ ihren Niederschlag. Schwerster Unfall im ersten Betriebsjahr der Rolandseck war ein Brand im Maschinenraum am 18. September 1912 am Amerika-Kai in Cuxhaven. 1913 berichtete die Reederei:

„Unser Motorschiff hat sich im großen Ganzen gut bewährt; in Anbetracht der enorm gestiegenen Preise für Rohöl stellt sich der Betrieb jedoch nicht so rentabel wie wir zur Zeit der Bestellung des ‚Rolandseck‘ annehmen konnten. Wir haben aus diesem Grunde als Maschine für ein Schwesterschiff wieder eine Drei-Cylinder-Dampfmaschine gewählt.“

So blieb die Rolandseck ein Einzelschiff. Die bei Seebeck 1914 fertiggestellte (zweite) Lahneck mit Dampfmaschinen-Antrieb war allerdings sehr ähnlich.
Bis zum Weltkrieg entstanden in Deutschland nur sechs Seeschiffe mit Dieselantrieb; dazu wurde ein Schiff aus dem Ausland angekauft.

### Kriegsschicksal
Zu Beginn des Ersten Weltkrieges suchte die Rolandseck am 1. August 1914 Zuflucht im neutralen Lissabon. Dort verblieb sie fast zwei Jahre. Am 23. Februar 1916 wurde sie wie alle deutschen Schiffe in Portugal und seinen Überseebesitzungen auf britischen Druck von der portugiesischen Regierung beschlagnahmt.
Bei Kriegsbeginn hatten sich 72 deutsche und zwei österreich-ungarische Schiffe in portugiesischen Häfen befunden, davon 35 allein in Lissabon. Portugal gründete die staatliche Gesellschaft Transportes Marítimos do Estado, um diese Schiffe wieder in Verkehr zu bringen. Dass dies nach der Kriegslage auf Seiten der Entente erfolgen würde, führte zur Kriegserklärung des Deutschen Reichs an Portugal.
Im portugiesischen Dienst sank das in Mira umbenannte Schiff schon am 26. November 1916 nach einer Kollision vor der spanischen Küste.

### Die*-eck-Schiffe der DDG „Hansa“ (1882–1939)
| Name                      | Bauwerft                       | BRT tdw   | Stapellauf in Dienst | weiteres Schicksal |
| Rolandseck                | J. W. Klawitter BauNr. 104     | 736 850   | 8.1882 2.10.1882     | 59,1 m, 30. März 1904 verkauft an Wischhusen & Kimme: Ravensberg, 1. August 1914 in Ekenäs (Finnland) von Russland beschlagnahmt, und in Hangö als Blockschiff versenkt, 1915 gehoben, nicht instand gesetzt, 1922 gesunken |
| Lahneck                   | F. Schichau BauNr. 204         | 746 850   | 11.1882 12.2.1883    | 59,16 m, 23. Dezember 1894 gestrandet bei Schiermonnikoog, Juli 1895 abgeborgen/reparaturunwürdig und verkauft, 1896 als Osiria unter niederländischer Flagge wieder in Fahrt, 1897 nach Norwegen: Freidig, 24. Oktober 1918 nördlich Middlesbrough nach Kollision mit einer Ladung Roheisen gesunken |
| Soneck                    | AG Weser BauNr. 62             | 834 1100  | 4.1883 25.4.1883     | 63,13 m, März 1902 verkauft nach Norwegen: Tejo, dann Marie, 2. September 1915 mit einer Ladung Stückgut in der Biskaya in Brand geraten und gesunken, Besatzung von einem griechischen Dampfer übernommen |
| Stahleck                  | AG Weser BauNr. 63             | 834 1100  | 5.1883 13.6.1883     | 63,13 m, März 1902 verkauft nach Norwegen: Douro, dann Fix, 7. Februar 1915 mit einer Ladung Stückgut nach einer Kollision im Nieuwe Waterweg vor Rotterdam gesunken, |
| Soneck (2)                | Wigham & Richardson BauNr. 388 | 1121 1643 | 25.2.1902 18.2.1902  | 72,40 m, im Weltkrieg Erz- und Kohlefahrt auf Nord- und Ostsee, zeitweise Kohlenschiff XVIII der Kaiserlichen Marine, 1919 einziges verbliebenes Seeschiff der DDG „Hansa“, 1932–35 Latona der DG Neptun, August 1936 an Kriegsmarine verkauft, Versuchsschiff Strahl, 2. Februar 1949 auf der Überführung nach Großbritannien gesunken |
| Stahleck (2)              | Wigham & Richardson BauNr. 389 | 1127 1625 | 25.3.1902 20.5.1902  | 72,40 m, im Weltkrieg Erz- und Kohlefahrt auf Nord- und Ostsee, 1915 in der Ostsee vom russischen U-Boot Kaiman gekapert, als Petschora in Fahrt, 1918 Garibaldi, 1920 Giuseppe Garibaldi, am 31. Oktober 1926 nach Kollision vor Schulau mit der Vogtland gesunken, gehoben und abgewrackt |
| Rolandseck (2)            | Tecklenborg BauNr. 250         | 1663 2530 | 3.8.1912 16.11.1912  | 83,7 m, erstes Motorschiff der Reederei, 1914 in Lissabon, im Februar 1916 beschlagnahmt: Mira, am 26. November 1916 nach einer Kollision gesunken |
| Lahneck (2)               | Seebeck BauNr. 337             | 1775 2670 | 24.3.1914 31.5.1914  | 84,78 m, am 9. August 1914 in Lissabon, im Februar 1916 beschlagnahmt: Gil Eannes, ab 1927 Transport- und Hospitalschiff für Doryfischer, 1956 nach Italien verkauft: Tetide, 1960 Abbruch |
| Rolandseck (3) ex Florenz | Flensburger SG BauNr. 250      | 1826 2631 | 26.8.1905 13.12.1921 | 85,34 m, gebaut als Florenz für Sloman, 1920 ausgeliefert, 13. Dezember 1921 Ankauf, Dezember 1932 an DG Neptun als Saturn verkauft, 1937 Lucy Borchardt, 1938 mit der Reederei nach Großbritannien, 1939 Munitionslagerschiff, 1951 Abbruch |
| Lahneck (3)               | AG Weser BauNr. 337            | 1663 2128 | 12.1922 13.1.1923    | 77,16 m, 1939 Zuflucht in Vigo, ab 11. November 1939 Durchbruch in die Heimat über Nordkap (4.12.), am 16. Dezember 1939 in Hamburg, am 6. März 1942 vor Oksöy nahe Kristiansand nach Kollision mit der Treuenfels gesunken |
| Stahleck (3)              | AG Weser BauNr. 338            | 1663 2128 | 03.1923 5.4.1923     | 77,16 m, 1939 Zuflucht in Vigo, ab 1939 Nord- und Ostseefahrt, ab November 1945 beim Bremer Vulkan repariert, 1946 an die Niederlande: Aardenburg, 1946: Danae, 1953 nach Griechenland verkauft, 1963 Auflieger in Djibouti, 1965 gesunken; gehoben und abgebrochen |
| Rolandseck (4)            | Oderwerke BauNr. 792           | 1845 2970 | 23.11.1936 8.2.1937  | 90,9 m, Dezember 1938 bis März 1939 nach Strandung Reparatur in Spanien, bei Kriegsbeginn in Vigo, ab 10. Oktober 1939 Durchbruch in die Heimat über Norwegen, am 1. November 1939 in Hamburg, am 15. September 1940 nach Bombentreffer in Antwerpen gesunken, März 1941 Truppentransport nach Finnland, am 14. Juni 1944 und 17. Januar 1945 in Oslo Ziel von Sabotageakten, am 12. März 1945 auf der Reise nach Aarhus beladen mit 417 Soldaten, 116 Pferden und weiterem Gerät von Maschinen der 58. Staffel (RAF) angegriffen, nach den Bombentreffern nahe Skagen gesunken |
| Soneck (3)                | Seebeck BauNr. 597             | 2191 3080 | 4.6.1938 16.7.1938   | 93,04 m, September 1939 in Padang, Mai 1940 von den niederländischen Behörden beschlagnahmt: Karsik, 1948 Umbau. 1950 gestrandet und repariert, 1963 Pearl of Victoria (Panama). 9. Juni 1967 im Roten Meer aufgelaufen, zerbrochen und abgebrochen |
| Schwaneck                 | Seebeck BauNr. 617             | 2194 2985 | 4.3.1939 1.6.1939    | 100,05 m, als Transporter für Seelöwe vorgesehen, am 17. November 1941 auf einer Reise von Norwegen nach Memel mit Schwefelkies in der Pommerschen Bucht nach Minentreffer gesunken. |